# Refugi antiaeri de Flix
El refugi antiaeri de Flix és un refugi antiaeri construït a Flix (Ribera d'Ebre) durant la Guerra Civil Espanyola (1936-1939). Està situat al carrer de Sant Josep, i té també una obertura a la plaça de la Música. És una obra inclosa a l'Inventari del Patrimoni Arquitectònic de Catalunya. Actualment el refugi està museïtzat, amb audiovisuals i plafons informatius. L'espai recupera la memòria històrica dels diferents espais de la batalla de l'Ebre i és visitable prèvia visita concertada amb l'Ajuntament.

## Descripció
És un refugi antiaeri subterrani de galeria de mina, d'uns 50 metres de longitud i de traçat més o menys rectilini. Consta de tres parts diferenciades: una petita avantsala a manera de galeria d'entrada, la galeria principal i la galeria coberta amb volta de formigó. L'accés actual pel carrer de Sant Josep es fa mitjançant una obertura de mig punt actualment restituïda, excavada en un talús de terra i reforçada interiorment per un petit tram de volta de canó bastit en formigó. L'avantsala que precedeix aquest accés presenta les parets i el sostre de roca natural de la zona, aquest últim ben pla. El paviment és de terra i presenta una lleugera inclinació vers l'interior A les parets s'observen vetes de la mateixa roca.
La galeria principal amida uns 21 metres de longitud per 2 metres d'amplada i 1,85 metres d'alçada màxima. De la mateixa manera que l'avantsala, presenta les parets laterals i el sostre pla de roca natural, amb el paviment de terra planer. L'últim tram de galeria, comunicat amb la sortida per la plaça de la Música i prolongació de la galeria principal, presenta les parets i el sostre bastits en formigó, amb empremtes de l'encofrat de fusta utilitzat per construir-ho. El sostre està cobert per una volta de canó i a les parets es conserven grafits originals de l'època. Per les seves reduïdes dimensions (1,36 metres d'amplada per 1,78 metres d'alçada) es podria tractar d'una galeria de pas per accedir a la galeria principal. La musealització presenta diversos plafons explicatius, un audiovisual i dues bombes alemanyes de l'època.

## Història
El refugi antiaeri de Flix situat al carrer Sant Josep, formà part del grup de nou refugis que es tenen localitzats. Cinc d'ells estan situats dintre del nucli urbà, tres al complex industrial de la fàbrica i un vora el pont de ferro. Aquest refugi té una sortida tant pel carrer Sant Josep com per l'anomenada plaça de la Música.
La construcció dels refugis es va acordar després del sobtat bombardeig del 23 de febrer de 1937, fet que obligà a la Junta Local de Defensa Passiva de Flix a excavar dins la població. La direcció de l'obra va anar a càrrec dels tècnics de la companyia Riegos y Saltos del Ebro que des de l'any 1936 estaven construint la pressa, i amb la col·laboració de la població flixenca.
El volum interior d'aquest és d'uns 185 m³, i la galeria principal amb 100 m³ de volum tindria una capacitat per a unes 100 persones, seguint el càlcul d'1 m³ d'aire per persona i hora estipulada en la normativa de la Defensa Passiva Antiaèria de l'Ajuntament de Barcelona.
L'exèrcit franquista va sospitar que a la fàbrica de la Societat Electroquímica de Flix podien fabricar-se compostos químics necessaris per produir explosius. Això, juntament amb la posició estratègica de Flix durant la batalla de l'Ebre, va transformar la vila en un objectiu. Els primers bombardejos van tenir lloc el 23 de febrer de 1937, i en els dies següents es va acordar la construcció de refugis antiaeris a Flix, entre els quals el del carrer Sant Josep. No es coneix amb exactitud quants bombardejos va patir Flix, però els atacs foren constants fins al 17 de novembre de 1938, quan després de 115 dies de la Batalla de l'Ebre, Flix fou ocupada per les tropes feixistes.
Cal destacar que a l'interior a l'interior del refugi estan documentades diferents inscripcions, una d'elles fa referència a un dels bombardejos que patí la vila: "1937 GM DI23 DE FRERO VONVARDEARON FLIX". En una altra es pot llegir "NO FUMAR", i prop de la sortida a la plaça hi ha el dibuix de dos milicians fent guàrdia.